# Rosa darginica
Rosa darginica är en rosväxtart som beskrevs av Sh.A. Guseinov. Rosa darginica ingår i släktet rosor, och familjen rosväxter. Inga underarter finns listade i Catalogue of Life.